# Clostridium
A Clostridium a Firmicutes baktériumtörzs rendkívül változatos Clostridiales osztályának névadó neme.

## Életmódja, élőhelye
Különféle Clostridium baktériumok állandóan megtalálhatók az ember tápcsatornájában, a talajban és a rothadó növényzetben. Anaerob baktériumok.

## Élettani szerepe
Valamennyi Clostridium faj méreganyagokat (toxint) termel, és ezzel többféle súlyos betegséget okoznak. Egyes, Clostridiumok okozta betegségek például:
- a botulizmus,
- különböző hasmenések

csupán e méreganyagok hatására alakulnak ki, a kórokozóknak nem kell behatolniuk a szövetekbe.
Más Clostridium-betegségek:
- tetanusz,
- egyéb sebfertőzések

okai közt a méregtermelés és szöveti behatolás egyaránt szerepel.
A csak méreg okozta Clostridium-betegségek közül a leggyakoribb, rövid ideig tartó, viszonylag enyhe ételmérgezéseket a Clostridium perfringens okozza. Az ételmérgezés olykor lehet súlyosabb, akár a bélfal elhalásához (enteritisz nekrotizánsz) is vezethet — ennek jele a súlyos, véres hasmenés. E fertőzés fertőzött hús fogyasztása után szórványosan vagy akár járványszerűen is felléphet.
A Clostridium difficile kóros elszaporodása okozza azt a vastagbélgyulladást (kólitisz), ami antibiotikumokat sokáig szedő betegekben alakul ki.
Az izombénulással járó, esetenként halálos végű botulizmust a Clostridium botulinum méreganyagával szennyezett étel okozza.
Ezek a fajok — elsősorban a Clostridium perfringens — a sebeket is elfertőzhetik. A Clostridiumos sebfertőzések tipikus példája a gangréna (mionekrózis), azaz a bőr és az izom merevgörccsel járó üszkösödése. Ezek a betegségek viszonylag ritkák, de akár végzetesek is lehetnek. Szennyezett, mély — szúrt vagy szövetroncsolással járó — sebekben viszonylag gyakoribbak. Ugyancsak esendőbbek az injekciós kábítószer-élvezők. Különösen az idős és rákos betegek halálozása jelentős.